# 舞昆のあったかごはん
舞昆のあったかごはん（まいこんのあったかごはん）とは、2011年7月から舞昆のこうはらが提供しているラジオ大阪の土曜日お昼11時半から放送している番組名であり、提供会社の若旦那こと社長鴻原森蔵と同社社員の"辻ちゃん"がゲストを交えて「ごはんにまつわるあったか話」を話すトーク番組である。ゲストは、文化・芸能各界から招いている。毎回ごはんにまつわる想いでをゲストが川柳にしたため、詠むのが恒例になっていてコーナーが設けられていた。
2012年9月29日をもって、放送は終了している。全66回の放送となった。

## ゲスト
- 066回放送(12/09/29)（最終回）

ゲスト；舞昆オールスターズ（舞昆のこうはら社員数名）
- 065回放送(12/09/22)

ゲスト；タージン
- 064回放送(12/09/15)

ゲスト；タージン
- 063回放送(12/09/08)

ゲスト；宇道健竜
- 062回放送(12/09/01)

ゲスト；宇道健竜
- 061回放送(12/08/25)

ゲスト；舞昆オールスターズ（舞昆のこうはら社員数名）
- 060回放送(12/08/18)

ゲスト；舞昆オールスターズ（舞昆のこうはら社員数名）
- 059回放送(12/08/11)

ゲスト；高原千秋
- 058回放送(12/08/04)

ゲスト；高原千秋
- 057回放送(12/07/28)

ゲスト；舞昆オールスターズ（舞昆のこうはら社員数名）
- 056回放送(12/07/21)

ゲスト；三島ゆり子
- 055回放送(12/07/14)

ゲスト；三島ゆり子
- 054回放送(12/07/07)

ゲスト；いけだ一紗
- 053回放送(12/06/30)

ゲスト；いけだ一紗
- 052回放送(12/06/23)

ゲスト；芦屋小雁
- 051回放送(12/06/16)

ゲスト；芦屋小雁
- 050回放送(12/06/09)

ゲスト；中村美律子
- 049回放送(12/06/02)

ゲスト；中村美律子
- 048回放送(12/05/26)

ゲスト；中野良子
- 047回放送(12/05/19)

ゲスト；中野良子
- 046回放送(12/05/12)

ゲスト；正司花江
- 045回放送(12/05/05)

ゲスト；正司花江
- 044回放送(12/04/28)

ゲスト；吉野悦世
- 043回放送(12/04/21)

ゲスト；五大桃華
- 042回放送(12/04/14)

ゲスト；あそう純
- 041回放送(12/04/07)

ゲスト；奥谷友紀
- 040回放送(12/03/31)

ゲスト；舞昆オールスターズ（舞昆のこうはら社員数名）
- 039回放送(12/03/24)

ゲスト；たくみ稜
- 038回放送(12/03/17)

ゲスト；勇家寛子
- 037回放送(12/03/10)

ゲスト；勇家寛子
- 036回放送(12/03/03)

ゲスト；原田伸郎
- 035回放送(12/02/25)

ゲスト；赤井英和
- 034回放送(12/02/18)

ゲスト；原田伸郎
- 033回放送(12/02/11)

ゲスト；柾木祐二
- 032回放送(12/02/04)

ゲスト；川井聖子
- 031回放送(12/01/28)

ゲスト；むんむ
- 030回放送(12/01/21)

ゲスト；沢井あきら
- 029回放送(12/01/14)

ゲスト；赤井英和
- 028回放送(12/01/07)

ゲスト；トライアングル
- 027回放送(11/12/31)

ゲスト；正司花江
- 026回放送(11/12/24)

ゲスト；トライアングル
- 025回放送(11/12/17)

ゲスト；岡田ひさし
- 024回放送(11/12/10)

ゲスト；山本みゆき
- 023回放送(11/12/03)

ゲスト；岡嶋直樹
- 022回放送(11/11/26)

ゲスト；岡嶋直樹
- 021回放送(11/11/19)

ゲスト；正司花江
- 020回放送(11/11/12)

ゲスト；岡本愛美
- 019回放送(11/11/05)

ゲスト；岡本愛美
- 018回放送(11/10/29)

ゲスト；真奈尚子
- 017回放送(11/10/22)

ゲスト；保科有里
- 016回放送(11/10/15)

ゲスト；美川憲一
- 015回放送(11/10/08)

ゲスト；紙ふうせん
- 014回放送(11/10/01)

ゲスト；紙ふうせん
- 013回放送(11/09/24)

ゲスト； 西郷輝彦　Pod casts
- 012回放送(11/09/17)

ゲスト；赤井銀次
- 011回放送(11/09/10)

ゲスト；松本隆博
- 010回放送(11/09/03)

ゲスト；松本隆博　
- 009回放送(11/08/27)

ゲスト；村上三奈
- 008回放送(11/08/20)

ゲスト；村上三奈　
- 007回放送(11/08/13)

ゲスト；RIO＆Syuga
- 006回放送(11/08/06)

ゲスト；RIO＆Syuga
- 005回放送(11/07/30)

ゲスト；吉田次郎
- 004回放送(11/07/23)

ゲスト；吉田次郎
- 003回放送(11/07/16)

ゲスト；小柳ルミ子　
- 002回放送(11/07/09)

ゲスト；北川大介　
- 001回放送(11/07/02)

ゲスト；北川大介　

## 出演者
1. 若旦那（舞昆のこうはら社長）
2. 辻ちゃん（舞昆のこうはら社員）

　　若旦那に一言モノ申す！
1. タッちゃん（舞昆のこうはら社員）
2. みなみ（舞昆のこうはら社員）

- 提供会社の商品紹介は通常しないことになっているが、プレゼント商品の紹介で時折PRしていることもある。
- 番組では舞昆プレゼントをしており、番組が始まった頃は、応募者全員プレゼントになっていたが、徐々に応募数が多くなり抽選（毎週3名）になっていった。
- 5回目の放送より、後半の提供会社の40秒CM放送が廃止され、「タッちゃん＆みなみの若旦那に一言モノ申す！」というコーナーが採用された。
- レギュラーで出演している社員の代打で、別の社員が出演することも数回あった。

## CM

### ナレーション
- 芦屋小雁・リセちゃん